# Autoridad racional-legal
Autoridad racional-legal (también conocida como autoridad racional, autoridad legal , dominación racional, dominación legal o autoridad burocrática) es una forma de liderazgo en la que la autoridad de una organización o un régimen gobernante está en gran parte ligada a la racionalidad legal,  legitimidad legal y burocracia. La mayoría de los estados modernos de los siglos XX y XXI son autoridades racionales-legales, según quienes usan esta forma de clasificación.
Académicos como Max Weber y Charles Perrow caracterizaron la burocracia racional-legal como la forma de administración más eficiente.

## Autoridad racional-legal
En sociología, el concepto de dominación racional-legal proviene de la Clasificación tripartita de la autoridad de Max Weber (una de varias clasificaciones de gobierno utilizadas por los sociólogos); las otras dos formas son Autoridad tradicional y Autoridad carismática. Todos esos tres tipos de dominación representan un ejemplo de su concepto de tipo ideal. Weber señaló que en la historia esos tipos ideales de dominación siempre se encuentran en combinaciones.
En la autoridad tradicional, la legitimidad de la autoridad proviene de la tradición. La autoridad carismática está legitimada por la personalidad y las cualidades de liderazgo del individuo gobernante. Finalmente, la autoridad racional-legal deriva sus poderes del sistema de burocracia y legalidad.

## Racionalidad legal y autoridad legítima
Bajo la autoridad racional-legal, se considera que la legitimidad proviene de un orden legal y las leyes que se han promulgado en él (ver también Derecho natural y positivismo legal).
Weber definió el orden legal como un sistema en el que las reglas se promulgan y obedecen como legítimas porque están en consonancia con otras leyes sobre cómo pueden promulgarse y cómo deben cumplirse. Además, son aplicadas por un gobierno que monopoliza su promulgación y el  uso legítimo de la fuerza física.
Si la sociedad, en su conjunto, aprueba el ejercicio del poder de cierta manera, entonces el poder se considera "autoridad legítima".

## Teoría de Max Weber: tipo de autoridad
Max Weber dividió la autoridad legítima en tres tipos diferentes de sociedades: autoridad tradicional, autoridad racional-legal y autoridad carismática. Cada una de estas autoridades tiene sus propias sociedades complejas únicas que han evolucionado a partir de definiciones simples.

### 1.Autoridad tradicional: motivos tradicionales
- Es el tipo de poder que ha existido por más tiempo, es el tipo de poder que tradicionalmente está arraigado en las creencias y las prácticas de la sociedad. Esta autoridad es del agrado de muchas personas por dos razones principales: la herencia de generaciones pasadas y la religiosidad que tienen las sociedades.
- La autoridad tradicional se basa en una tradición o costumbre que siguen los líderes tradicionales. En la autoridad tradicional, el estatus es un concepto clave. No hay requisitos para servir como líder tradicional, pero no hay salarios. Las consecuencias para la autoridad tradicional son el desaliento de la educación y el cálculo racional.
- La autoridad tradicional consiste en un perfil dominante, uno que encarna la tradición y el gobierno. Este tipo de liderazgo ejemplifica el poder de construir orden.

### 2. Autoridad racional-legal: fundamentos racionales
- Se adquiere de la ley y se construye a partir de la confianza en las reglas y leyes de la sociedad. Este tipo de autoridad tiene la confianza de dejar el derecho de los líderes a tomar las decisiones y establecer la política. La autoridad racional-legal es la base de las democracias modernas. Ejemplos de este tipo de autoridad: funcionarios elegidos por votantes,
- La autoridad racional-legal se basa en una estructura de burocracia. En una autoridad racional-legal, uno asciende en sus trayectorias profesionales a través de la promoción y finalmente se jubila. Algunos de los beneficios de la autoridad racional-legal son el transporte, la industria a gran escala, la comunicación de masas y una economía de ingresos. Otros resultados de la autoridad racional-legal son las tendencias hacia la igualdad de oportunidades y la promoción de la educación.
- La autoridad racional-legal requiere un enfoque lógico y sistemático del liderazgo. El liderazgo racional de Weber prevalece en la toma de decisiones.

### 3. Autoridad carismática: motivos carismáticos
- Proviene de los individuos y sus cualidades personales que tienen para ofrecer. Ciertos individuos influyen en otros con sus cualidades únicas que les ayudan a ganar seguidores. Los individuos "carismáticos" ejercen poder y autoridad sobre toda una sociedad o incluso sobre un grupo específico dentro de una sociedad más grande. El ejercicio de su poder de estos individuos es para bien o para mal. Los ejemplos de estos líderes carismáticos pueden variar desde: Juana de Arco hasta Adolf Hitler o Martin Luther King Jr hasta Jesucristo.
- La autoridad carismática no tiene una estructura clara. Se basa en la influencia individual de uno. Uno es elegido para formar parte del personal por sus características carismáticas. Alguien que está bajo una autoridad carismática vive de regalos, no de salario. Mientras alguien tenga influencia, será un poder legítimo.
- En la autoridad carismática, la confianza es la fuerza impulsora del liderazgo. Con una autoridad carismática, el liderazgo tiene la capacidad de conectar distintos grupos y llevarlos a la línea de meta.

## Aparición del estado moderno
Weber escribió que el estado moderno basado en la autoridad racional-legal emergió de la lucha patrimonial y feudal por el poder (ver Autoridad tradicional) únicamente en la  civilización occidental. Los requisitos previos para el estado occidental moderno son:
- Monopolización por parte de la autoridad central de los medios de administración y control basados en un sistema centralizado y estable de tributación y uso de la fuerza física
- Monopolización de legislativos
- Organización de una burocracia, dependiente de la autoridad central

Weber argumentó que algunos de esos atributos han existido en varios tiempos o lugares, pero juntos existían solo en la civilización occidental. Las condiciones que favorecieron esto fueron
- El surgimiento de la racionalidad racional-legal en el Occidente promovieron ese surgimiento)
- Aparición de la oficialidad moderna (burocracia), que requirió
  - Desarrollo de la economía monetaria, donde los funcionarios son compensados en dinero en lugar de en especie (generalmente concesiones de tierras).
  - Ampliación cuantitativa y cualitativa de tareas administrativas
  - Centralización y mayor eficiencia de la administración.

La creencia de Weber de que la autoridad racional-legal no existía en la  China imperial ha sido fuertemente criticada y no tiene muchos partidarios a principios del siglo XXI.

## Estado moderno
Según Max Weber, existe un estado moderno donde una comunidad política tiene:
- Un orden administrativo y legal que ha sido creado y puede ser modificado por una legislación que también determina su función.
- Autoridad vinculante sobre los ciudadanos y acciones en su jurisdicción
- El derecho a utilizar legítimamente la fuerza física en su jurisdicción.

Un atributo importante de la definición de Weber de un estado moderno fue que es una Burocracia.
La gran mayoría de los estados modernos a partir del siglo XX caen bajo la categoría de autoridad racional-legal.

## Líderes racionales-legales
La mayoría de los funcionarios burocráticos modernos burócratas y[líderes políticos representan este tipo de autoridad.
Oficiales:
- Sirve a una autoridad superior.
- Son nombrados en base a su conducta y sus calificaciones técnicas.
- Son responsables de la ejecución imparcial de las tareas asignadas.
- Su trabajo es una ocupación de tiempo completo.
- Su trabajo es metódico y racional
- Su trabajo se ve recompensado con un salario y perspectivas de ascenso profesional.

Políticos:
- Son los únicos responsables de la acción independiente.
- Debe reconocer que las acciones públicas que entren en conflicto con su política básica deben ser rechazadas.
- Debe tener  atractivo carismático para ganar elecciones bajo condiciones de Sufragio universal.

Weber proporcionó diez puntos que abordan: "cómo se nombran y trabajan los funcionarios individuales". El personal administrativo está bajo la autoridad suprema de autoridad legal en un estilo administrativo burocrático.
1. Son personalmente libres y están sujetos a autoridad solo con respecto a su obligación oficial impersonal.
2. Están organizados en una jerarquía de oficinas claramente definida.
3. Cada oficina tiene una esfera de competencia claramente definida en el sentido legal.
4. El cargo se cubre mediante una relación contractual libre o de libre elección.
5. Los candidatos se seleccionan sobre la base de su calificación técnica.
6. Son remunerados mayoritariamente con sueldos fijos en dinero, con derecho a pensiones.
7. El cargo es tratado como la única, o al menos principal, ocupación del titular.
8. Constituye una carrera. Los ascensos dependen del juicio de los superiores.
9. El funcionario trabaja enteramente separado de la titularidad de los medios de administración y sin apropiación de su cargo.
10. Está sujeto a una disciplina y control estrictos y sistemáticos en la conducción del cargo.

## Ver además
- Poder (social y político)

## Otras lecturas
- Gerald K. Harrison (2015). «Morality, Inescapable Rational Authority, and a God's Wishes». Journal of Religious Ethics 43 (3): 454-474. doi:10.1111/jore.12105. «Categorical reasons, Divine command theory, Inescapable rational authority, Meta-ethics, Rationalized Bonds of Office».
- Perrow, Charles (1986). Complex organizations : a critical essay. New York: Random House. ISBN 978-0-07-554799-0. OCLC 12312230.